# 洪奔龍屬
洪奔龙属（意为“洪水奔跑者”）是澳洲早白垩世（下阿尔比阶）一属小型鸟臀目恐龙。其属下仅有一个种，模式种皮氏洪奔龙（D. pickeringi）。两件己知标本，即一块椎骨和一具亚成体的颅后骨骼皆在2005年发现于意莫瑞拉组，并于2018年上半年进行命名。

## 发现与命名

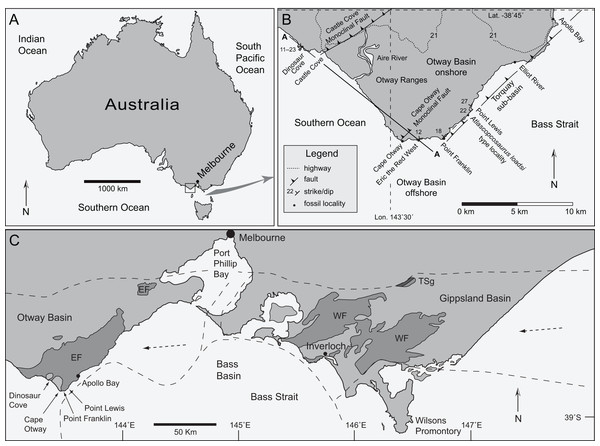
地图展示了意莫瑞拉组的位置（C中的EF）与地层中化石发现地的位置（B）

2005年，在澳大利亚东南部维多利亚州的奥特韦角海滩，人们在海岸上发现一具被海浪侵蚀的残骸。此地位于意莫瑞拉组，而该地层又位于著名的恐龙湾附近，可追溯到阿尔比阶早期，在这一地区，人们先前已发现了其他几种鸟臀目化石以及其他物种的残骸。当时的新地点被命名为“埃里克西部红砂岩”（Eric the Red West Sandstone，简称ETRW）。这一发现在科学文献中由托马斯·里克（Thomas Rich）等人在2009年一项关于ETRW化石的研究报告中提到，文献上亦提到了哺乳动物的一新属、新种，称为毕氏兽。作者尝试性地将其归类于鸟脚类。此地还发现了一种棘龙科的脊椎，NMV P221081。在2013年，对维多利亚州鸟脚类进行的一次审查中对其进行了初步鉴别和描述。

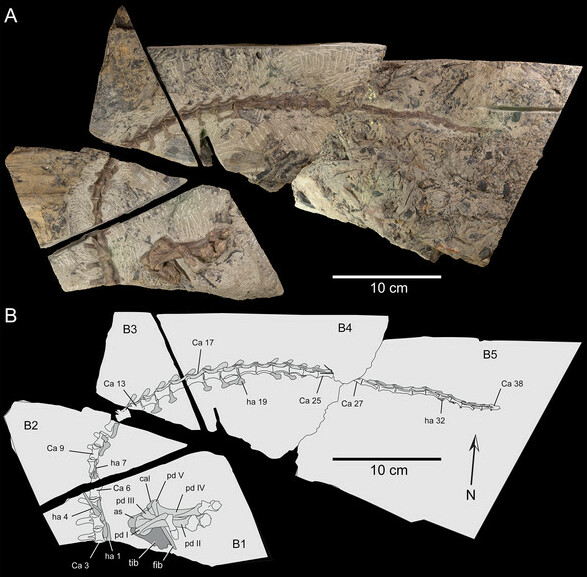
正模标本，保存了部分尾巴和前肢

2018年1月通过ZooBank注册，Matthew C. Herne、Alan M. Tait、Vera Weisbecker、Michael Hall、Jay P. Nair、Michael Cleeland和Steven W. Salisbury对这些样本进行了在线叙述和命名，研究中，叙述者还调查了现场的沉积学、地质学、古生态学和地层学。该分类单元的属名来源于拉丁语diluvi~，意为“洪水”，此名称是依据模式标本沉积于高能量河流中，而此物种可能生活在史前漫滩的事实而选择的；而拉丁语单词cursor则意为“奔跑者”，指其是一种小型两足动物。种名pickeringi纪念澳大利亚古生物学家、维多利亚博物馆收藏经理大卫·A·皮克林，他对澳大利亚的古生物学研究做出了卓著贡献，曾参与该物种的研究与准备工作，但在完成之前便于2016年12月的一场交通事故中丧生。

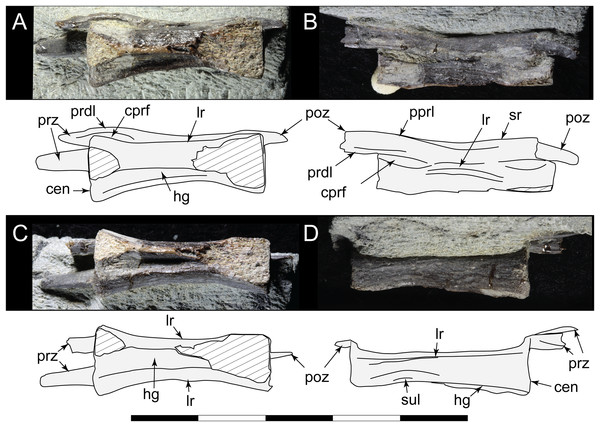
NMV P229456

正模标本NMV P221080由一条几乎完全连接在一起的尾巴组成，只缺少第一、第二和第十二节尾椎以及部分右下肢：胫骨和腓骨的下端、完整的踝骨、跖骨、第一趾和第二、第三和第四趾的第一趾骨。这件标本保存于一块石板中，分成五块。它可能沉积在了一条深而高能量的河流中，尸体被认为是被一个直立树桩上的植物残骸所挂住，因此形成了化石。它代表一个未成年个体。标本NMV P229456足一具较大个体的部分尾椎，在同一沉积层附近发现，也归类于该分类单元。
该属可能与阿特拉斯科普柯龙相同，在同一类岩层构造中发现，但一个偏离的尾椎（编号NMV P228342）表明该地点至少有两只鸟臀目。
当地的砂岩可能是由一条相当大的河流沉积的，这条蜿蜒的河宽1公里，深25米。动植物尸体会被水流带走，且很快沉积在一层厚厚的泥里。这具骨架一开始可能相当完整，只是在侵蚀作用下才缩小到现在的大小。

## 叙述

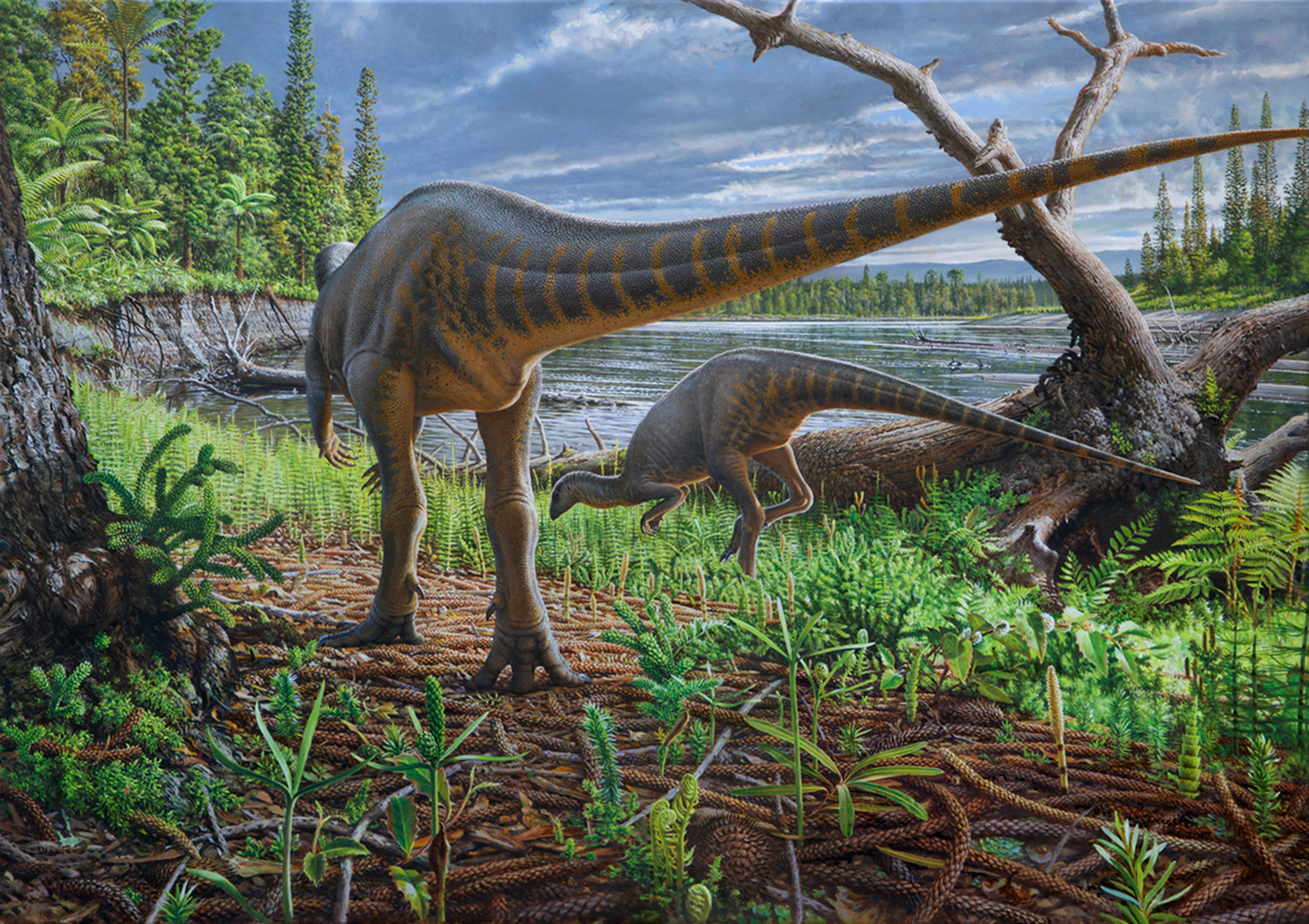
洪奔龙在其生存环境中的生命复原

正模标本个体被认为是一只年龄较大的亚成年恐龙，利用棱齿龙的比例填充未知区域，其长度估计为1.2（3.9英尺）；因此其大小与现代野火鸡相当。然而，有人指出，由于难以测量椎间隙，以卷曲方式保存的尾巴使其确切长度不确定；因此上述尺寸估计不确定。根据一个孤立的尾椎，即NMV P229456，是正模标本尾椎长度的两倍，估计成年恐龙至少长达2.3（7.5英尺），接近于美洲鸵的尺寸，但对于鸟脚类动物来说仍然很小。在Herne的博士论文中指出，此分类单元明显比该地区其他假定的亲缘动物更健壮。根据正模标本，叙述者确定了其10个独有衍征，即独特的衍化特征。